# Medal Dariusa i Girėnasa

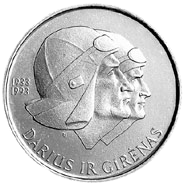
Moneta 10 litowa powtarzająca motyw portretu Dariusa i Girėnasa z Medalu Dariusa i Girėnasa proj. Petrasa Garški

Medal Dariusa i Girėnasa (lit. Dariaus ir Girėno medalis) – jedno z litewskich odznaczeń ustanowione w 1993 w celu nagradzania obywateli za zasługi dla lotnictwa litewskiego.

## Historia i zasady nadawania
Medal Dariusa i Girėnasa został ustanowiony w 1993 w 60. rocznicę przelotu lotników litewskich: Steponasa Dariusa i Stasysa Girėnasa z USA do Europy i do 2003 pozostawał odznaczeniem państwowym nadawanym przez prezydenta Litwy. Od 15 grudnia 2003 jest nadawany jako odznaczenie resortowe przez ministra obrony narodowej (jako wyróżnienie dla osób zasłużonych dla lotnictwa wojskowego) i przez ministra komunikacji (jako wyróżnienie dla osób zasłużonych dla lotnictwa cywilnego). Jest zwykle nadawany w rocznicę przelotu Dariusa i Girėnasa nad Atlantykiem. Autorem medalu jest rzeźbiarz litewski Petras Garška. Medal wybijany jest przez mennicę państwową w Wilnie.

## Opis odznaki
Odznaką Medalu Dariusa i Girėnasa jest okrągły brązowy medal. Na awersie znajdują się podobizny lotników Dariusa i Girėnasa, a pod nimi napis: DARIUS IR GIRĖNAS (Darius i Girėnas). Na rewersie ukazana jest mapa z trasą przelotu lotników w lipcu 1933 z Nowego Jorku ponad Atlantykiem do Kowna (chociaż z powodu katastrofy na Pomorzu Szczecińskim lotnicy nie pokonali jej w całości). Pod mapą znajduje się napis litewski: UŽ/NUOPELNUS/LIETUVOS/AVIACIJAI/1933 07 15-17 (Za zasługi dla lotnictwa litewskiego 15-17.07.1933). Medal zawieszany jest na klamrze umocowanej na wstążce z niebieskiej mory z zielonym paskiem (z białą bordiurą wzdłuż obu jego brzegów) po obu brzegach wstążki. Wstążka medalu wykonywana jest w Danii przez firmę Mørch & Søn.